# Listă de compozitori de muzică cultă: S

## Sa
- Kaija Saariaho (n. 1952)
- Antonio Maria Gaspare Sacchini (1734 - 1786)
- Harald Saeverud (1897 - 1992)
- Camille Saint-Saëns (1835 - 1921)
- Antonio Salieri (1750 - 1825)
- Aulis Sallinen (n. 1935)
- Esa-Pekka Salonen (n. 1958)
- Carlos Salzédo (1885 - 1961)
- Carmelo Luca Sambataro (n. 1979)
- Giovanni Battista Sammartini (1701 - 1775)
- Giuseppe Sammartini (1695 - 1750)
- Pier Giuseppe Sandoni (1685 - 1748)
- Sven-David Sandström (n. 1942)
- Pablo de Sarasate (1844 - 1908)
- Giuseppe Sarti (1729 - 1802)
- Erik Satie (1866 - 1925)
- Emil von Sauer (1862 - 1942)
- Henri Sauguet (1901 - 1989)
- Émile Sauret (1852 - 1920)
- Robert Saxton (n. 1953)
- Ahmed Adnan Saygun (1907 - 1991)

## Sc
- Antonius Scandellus (1517 - 1580)
- Ion Scărlătescu (1872 - 1922)
- Alessandro Scarlatti (1660 - 1725)
- Domenico Scarlatti (1685 - 1757)
- Giacinto Scelsi (1905 - 1988)
- Boguslaw Schaffer (n. 1929)
- Christoph Schaffrath (1709 - 1763)
- Juri Schaporin (1887 - 1966)
- Philipp Scharwenka (1847 - 1917)
- Walter Scharwenka (1881 - 1960)
- Xaver Scharwenka (1850 - 1924)
- Peter Schat (n. 1935)
- Wissarion Schebalin (1902 - 1963)
- Heinrich Scheidemann (~1596 - 1663)
- Samuel Scheidt (1587 - 1654)
- Johann Hermann Schein (1586 - 1630)
- Paul Scheinpflug (1877 - 1937)
- Johann Schelle (1648 - 1701)
- Johannes Schenck (1660 - 1712)
- Friedrich Schenker (n. 1942)
- Johann Scherer (cca 1740)
- Johann Christian Schickhardt (~1690 - după 1735)
- Johannes Schild (n. 1960)
- Nicolai Sergeievici Schiljajew (1881 - 1938)
- Max von Schillings (1868 - 1933)
- Johann Heinrich Schmelzer (cca. 1623 - 1680)
- Franz Schmidt (1874 - 1939)
- Thomas Schmidt-Kowalski (n. 1949)
- Florent Schmitt (1870 - 1958)
- Joseph Ignaz Schnabel (1767 - 1831)
- Friedrich Schneider (1786 - 1853)
- Dieter Schnebel (n. 1930)
- Alfred Schnittke (1934 - 1998)
- Johann Schobert (cca. 1735 - 1767)
- Othmar Schoeck (1886 - 1957)
- Bernhard Scholz (1835 - 1916)
- Arnold Schönberg (1874 - 1951)
- Johann Schop (cca. 1590 - ~1645)
- Gustav Schreck (1849 - 1918)
- Franz Schreker (1878 - 1934)
- Rodion Schtschedrin (n. 1932)
- Franz Schubert (1797 - 1828)
- Ervín Schulhoff (1894 - 1942)
- Gunther Schuller (n. 1925)
- William Schuman (1910 - 1992)
- Camillo Schumann (1872 - 1946)
- Clara Schumann (1819 - 1896)
- Robert Schumann (1810 - 1856)
- Meinrad Schütter (n. 1910)
- Heinrich Schütz (1585 - 1672)
- Kurt Schwaen (n. 1909)
- Joseph Schwantner (n. 1943)
- Theodor Schwartzkopff (1659 - 1732)
- Salvatore Sciarrino (n. 1947)
- Cyril Scott (1879 - 1970)
- Peter Sculthorpe (n. 1929)

## Se
- Humphrey Searle (1915 - 1982)
- Pía Sebastiani (n. 1925)
- Simon Sechter (1788 - 1867)
- Josef Seger (1716 - 1782)
- Mátyás Seiber (1905 - 1960)
- Bartolomeo de Selma y Salaverde (~1580 - după 1638)
- Ludwig Senfl (cca.1486 - 1543)
- Roger Sessions (1896 - 1985)
- Johann Gottfried Seyfert (1731 - 1772)

## Sg
- Giovanni Sgambati (1841 - 1914)

## Sh
- John Sheppard (~1515 - 1560)

## Si
- Jean Sibelius (1865 - 1957)
- Kazimierz Sikorski (1895 - 1986)
- Tomasz Sikorski (1939 - 1988)
- Friedrich Silcher (1789 - 1860)
- Walentin Silwestrow (n. 1937)
- Emil Simon (1936 - 2014)
- Robert Simpson (1921 - 1997)
- Christian Sinding (1856 - 1941)
- Giuseppe Sinopoli (1946 - 2001)

## Sk
- Nikos Skalkottas (1904 - 1949)
- Alexander Skrjabin (1872 - 1915)

## Sm
- Bedřich Smetana (1824 - 1884)
- Leo Smit (1900 - 1943)
- Leo Smit (1921 - 1999)
- Ethel Smyth (1858 - 1944)

## So
- Matei Socor (1908 - 1980)
- Juan Maria Solare (n. 1966)
- Antonio Soler (1729 - 1783)
- Giovanni Battista Somis (1686 - 1763)
- Fernando Sor (1778 - 1839)
- Kaikhosru Shapurji Sorabji (1892 - 1988)
- Bent Sørensen (n. 1958)
- Luka Sorkočević (1734 - 1789)
- John Philip Sousa (1854 - 1932)
- Dmitri Șostakovici (1906 - 1975)

## Sp
- Philipp Spitta (1801 - 1859)
- Louis Spohr (1784 - 1859)
- Gaspare Spontini (1774 - 1851)

## St
- Johann Staden (1581 - 1634)
- Hans Stadlmair (n. 1929)
- Johannes Stadlmayr (1560 - 1648)
- Anton Stamitz (1754 - 1809)
- Carl Stamitz (1745 - 1801)
- Johann Stamitz (1717 - 1757)
- Charles Villiers Stanford (1852 - 1924)
- Agostino Steffani (1654 - 1728)
- Maximilian Steinberg (1883 - 1946)
- Wilhelm Stenhammar (1871 - 1927)
- Rudi Stephan (1887 - 1915)
- George Stephănescu (1843 - 1925)
- Johann Stephani (1560 - 1616)
- Julius Stern (1820 - 1883)
- William Grant Still (1895 - 1978)
- Achim Stoia (1910 - 1973)
- Karlheinz Stockhausen (n. 1928)
- Christoph Stoltzenberg (1690 - 1764)
- Thomas Stoltzer (cca. 1480 - 1526)
- Gottfried Heinrich Stölzel (1690 - 1749)
- Johannes Stoken (înainte de  1500)
- Robert Stolz (1880 - 1975)
- Alessandro Stradella (1644 - 1682)
- Ulrich Stranz (1946 - 2004)
- Ignace Strasfogel (1909-1994)
- Oscar Straus (1870- 1954)
- Johann Strauß (fiul) (1825 - 1899)
- Johann Strauß (tatăl) (1804 - 1849)
- Josef Strauß (1827 - 1870)
- Richard Strauss (1864 - 1949)
- Igor Stravinsky (1882 - 1971)
- Barbara Strozzi (1619 - 1664)

## Su
- Cong Su (n. 1957)
- Morton Subotnick (n. 1933)
- Dimitrie Suceveanu (1816/1820 - 1898)
- Joseph Sucher (1843 - 1908)
- Joseph Suder (1892 - 1980)
- Josef Suk (1874 - 1935)
- Arthur Sullivan (1842 - 1900)
- Salomon Sulzer (1804 - 1890)
- Lepo Sumera (1950 - 2000)
- Franz von Suppé (1819 - 1895)
- Horia Surianu (n. 1952)
- Tielman Susato (~1550)
- Heinrich Sutermeister (1910 - 1995)
- Rodica Suțu (1913 - 1979)

## Sv
- Johan Svendsen (1840 - 1911)
- Yevgeni Svetlanov (1928 - 2002)
- Georgi Swiridow (1915 - 1998)
- Jan Pieterszoon Sweelinck (1562 - 1621)
- Karol Szymanowski (1882 - 1937)

## Șu
- Anton Șuteu (1947-2010)